# Psychophora frigidaria
Psychophora frigidaria är en fjärilsart som beskrevs av Achille Guenée 1858. Psychophora frigidaria ingår i släktet Psychophora och familjen mätare. Inga underarter finns listade.